# Mesquita de Sidi Mahrez
La mesquita de Sidi Mahrez (àrab: جامع سيدي محرز, jāmiʿ Sīdī Muḥriz) o mesquita de M'hamed Bey (àrab: جامع محمد باي, jāmiʿ Muḥammad bāy) és un edifici religiós de Tunis, a Tunísia. Té el mausoleu de la zàwiya de Sidi Mahrez, sant patró de la Medina (o ciutat antiga) de Tunis. Fou construïda el 1675 sobre el model de les mesquites otomanes però sense minaret i no es va acabar. Fou restaurada a partir de 1984, en el marc de la restauració del barri de Bab Souika.

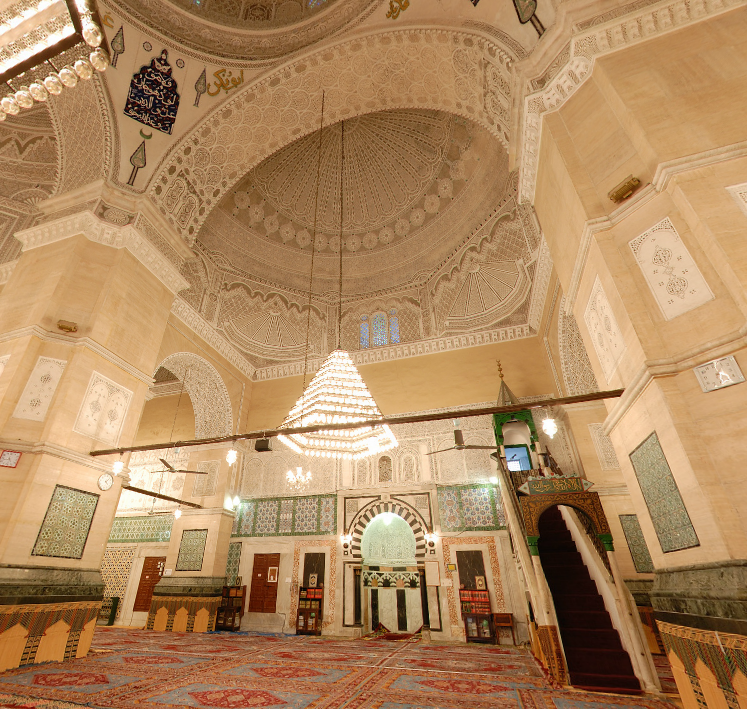
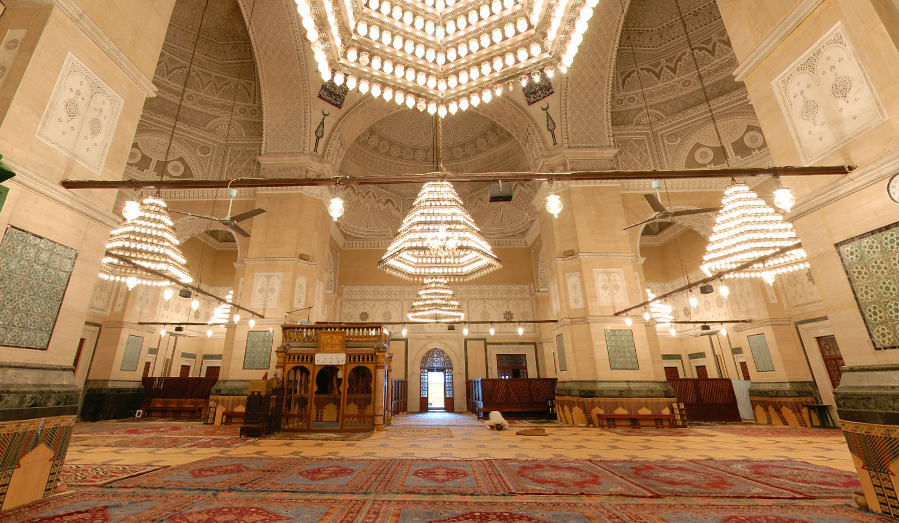